# Muang Kèo-Oudôm
Muang Kèo-Oudôm är ett distrikt i Laos.   Det ligger i provinsen Vientiane, i den västra delen av landet, 70 km norr om huvudstaden Vientiane.